# Rhaphium laticorne
Rhaphium laticorne är en tvåvingeart som först beskrevs av Fallen 1823.  Rhaphium laticorne ingår i släktet Rhaphium och familjen styltflugor. Arten är reproducerande i Sverige. Inga underarter finns listade i Catalogue of Life.